# Coco Mademoiselle
Coco Mademoiselle（中文：可可小姐）是香奈儿于2001年面向年轻消费者开发的一款女性香水。该款香水由香奈儿1978至2015年的首席雅克·波爾格创制。